# Nicholas Bloom
Nicholas Bloom là Giáo sư Eberle tại Khoa Kinh tế tại Đại học Stanford, cũng là giáo sư tại Stanford Business School  và Viện Stanford nghiên cứu chính sách kinh tế, và là đồng giám đốc Chương trình năng suất, sáng tạo và doanh nhân tại Cơ quan nghiên cứu kinh tế quốc gia. Ông là thành viên của Viện Hàn lâm Mỹ thuật và Khoa học và Hội Kinh tế lượng, và nhận được Huy chương Frisch trong năm 2010 và giải thưởng Acer Bernacer năm 2012.
Nghiên cứu của ông tập trung vào việc đo lường và tác động không chắc chắn về đầu tư, việc làm và tăng trưởng. Ông cũng nghiên cứu về đo lường thực tiễn quản lý và năng suất với Raffaella Sadun và John Van Reenen, và về sáng tạo.

## Sự nghiệp
Ông hoàn thành bằng tiến sĩ tại Đại học London vào năm 2001 dưới sự giám sát của John Van Reenen và Richard Blundell. Từ năm 1996 đến 2001, ông làm việc tại Viện nghiên cứu tài chính và chính sách thuế kinh doanh tại Viện ngân khố HM. Từ 2001-2002, ông làm việc tại McKinsey & Company, và vào năm 2002 ông chuyển đến Trung tâm Hiệu suất Kinh tế tại Trường Kinh tế London và sau đó Đại học Stanford năm 2005.

## Nhận xét
- Về lý do và hậu quả các đảng dân túy nổi lên ở Ý (đảng 5 sao) và Pháp (Mặt trận Quốc gia) cũng như việc Brexit và việc Donal Trump được bầu làm tổng thống: Nói một cách đơn giản, phương trình sau đây được áp dụng: Tăng trưởng kinh tế suy giảm và bất bình đẳng gia tăng dẫn đến mối lo sợ càng tăng. Hoa Kỳ và đến một mức độ nào các nước trong châu Âu trải qua trong nhiều thập kỷ tình trạng bất bình đẳng đang gia tăng trong dân số: Một nhóm người nhỏ lại sở hữu phần lớn của cải. Các chính trị gia dân túy lợi dụng điều này, có chính sách mà người ta không thể lường trước được. Hậu quả nghiêm trọng: các công ty tránh xa nguy cơ, trong thời kỳ bất ổn họ trì hoãn các quyết định đầu tư, thị trường chứng khoán phản ứng thất thường, và tỷ lệ thất nghiệp đang đe dọa gia tăng.[2]